# Heinz Karl Heiland
Heinz Karl Heiland, auch Karl Heiland, Heinz Carl Heiland und Heinz-Karl Heiland, gebürtig Heinrich Karl Heiland (* 10. Februar 1876 in Düsseldorf; † 10. Oktober 1932 in Berlin), war ein deutscher Filmregisseur, Filmproduzent, Drehbuchautor, Kameramann und Schauspieler.

## Leben
Heiland arbeitete zunächst als Reiseschriftsteller vor allem für den Scherl-Verlag, wo er zum Beispiel 1913 die Bisonjagd im Auto beschrieb und reich mit eigenen Fotos bebilderte. Er selbst gab 1926 als seinen Lebenslauf an:

„Gymnasium, Technische Hochschule (Corps), Volontärmaschinist auf Ostasiendampfer, Cowboy in Mexiko, Bärenjäger in Alaska, Rennfahrer, Globetrotter, Großwildjäger, Schriftsteller, Filmregisseur – nun kann nichts Schlimmeres mehr kommen.“

1912 drehte er am Rande des Kaukasus seine zwei ersten Expeditionsfilme. Bei Kriegsausbruch 1914 befand er sich in Indien und kehrte dann nach Deutschland zurück.
Seine während der Kriegszeit in Deutschland entstandenen Filme spielten ebenfalls in einer exotischen Atmosphäre. Seit 1919 produzierte er meist selbst und machte regelmäßig die Schauspielerin Loo Holl zur Hauptdarstellerin.
Von 1924 bis 1926 durchreiste Heiland Japan, China und Indien und drehte in diesen Ländern Die weiße Geisha und Bushidō, das eiserne Gesetz. Der Publikumserfolg war verglichen mit dem großen Aufwand bescheiden, und seine weiteren Bemühungen, in Ostasien mit Hilfe von indischen und japanischen Geldgebern Filme zu produzieren, blieben erfolglos. Er schied freiwillig aus dem Leben.

## Filmografie (Auswahl)
- 1912: Ein Überfall im Kaukasus (auch Kamera)
- 1913: Frauenraub (auch Kamera)
- 1915: König Motor (nur Drehbuch)
- 1916: Arcanum (auch Produktion)
- 1916: Die Dewadâsi (auch Drehbuch)
- 1916: Der Thug. Im Dienste der Todesgöttin (auch Drehbuch und Schauspieler)
- 1916: Das Geheimnis des Sees (auch Drehbuch und Schauspieler)
- 1916: Der Thug
- 1917: Im Reiche der Flammen
- 1917: Der Spion
- 1918: Um die Liebe des Dompteurs (auch Drehbuch)
- 1918: Don Juans letztes Abenteuer
- 1918: Der Alchimist (auch Drehbuch)
- 1919: Rebellenliebe (auch Produktion und Drehbuch)
- 1919: Der Tempelräuber (auch Produktion und Drehbuch)
- 1920: Das Wüstengrab (auch Kamera und Produktion)
- 1920: Das einsame Wrack (auch Kamera und Produktion)
- 1921: Der Schatz der Azteken (auch Produktion und Drehbuch)
- 1922: Hapura, die tote Stadt. 1. Teil: Der Kampf um das Millionenerbe (auch Kamera, Produktion, Drehbuch und Schauspieler)
- 1922: Hapura, die tote Stadt. 2. Teil: Der Streit um die Ruinen (auch Produktion und Drehbuch)
- 1922: Die japanische Maske. 1. Teil: Das Banditennest auf dem Adlerstein (auch Produktion)
- 1923: Die japanische Maske. 2. Teil (auch Produktion)
- 1923: Der Seeteufel (2 Teile; auch Produktion)
- 1926: Die weiße Geisha
- 1926: Bushidō, das eiserne Gesetz (auch Produktion und Drehbuch)
- 1926: Das Rätsel der Borobudur